# Estibiocolusita
L'estibiocolusita és un mineral de la classe dels sulfurs, que pertany al grup de la germanita. Rep el nom del grec stibi, com s'anomena l'antimoni, i per la seva relació amb la colusita.

## Característiques
L'estibiocolusita és un sulfur de fórmula química Cu13V₄(Sb,Sn,As)₃S16. Va ser aprovada com a espècie vàlida per l'Associació Mineralògica Internacional l'any 1991. Cristal·litza en el sistema isomètric. La seva duresa a l'escala de Mohs es troba entre 4 i 4,5. Forma una sèrie de solució sòlida amb la colusita.
Segons la classificació de Nickel-Strunz, l'estibiocolusita pertany a «02.CB - Sulfurs metàl·lics, M:S = 1:1 (i similars), amb Zn, Fe, Cu, Ag, etc.» juntament amb els següents minerals: coloradoïta, hawleyita, metacinabri, polhemusita, sakuraiïta, esfalerita, stil·leïta, tiemannita, rudashevskyita, calcopirita, eskebornita, gal·lita, haycockita, lenaïta, mooihoekita, putoranita, roquesita, talnakhita, laforêtita, černýita, ferrokesterita, hocartita, idaïta, kesterita, kuramita, mohita, pirquitasita, estannita, estannoidita, velikita, chatkalita, mawsonita, colusita, germanita, germanocolusita, nekrasovita, ovamboïta, maikainita, hemusita, kiddcreekita, polkovicita, renierita, vinciennita, morozeviczita, catamarcaïta, lautita, cadmoselita, greenockita, wurtzita, rambergita, buseckita, cubanita, isocubanita, picotpaulita, raguinita, argentopirita, sternbergita, sulvanita, vulcanita, empressita i muthmannita.

## Formació i jaciments
Va ser descrita gràcies a les mostres trobades en dos indrets: la mina d'or i coure de Chelopech, a la província de Sofia (Bulgària), i al dipsit d'or de Kairagach, a la regió d'Angren, a l'Uzbekistan. Posteriorment també ha estat descrita al departament grec de Thraki i a prop de la ciutat japonesa de Sapporo.